# Élection présidentielle américaine de 2012 en Floride
 (juillet 2023).
L'élection présidentielle américaine de 2012 en Floride a lieu le 6 novembre 2012 comme dans les 49 autres États qui composent les États-Unis ainsi que le district de Columbia. Les électeurs floridiens choisissent des grands électeurs pour les représenter dans le collège électoral à travers un vote populaire. La Floride dispose en 2012 de 29 grands électeurs. L'État donne l'ensemble de ses grands électeurs au candidat du Parti démocrate, le président des États-Unis sortant Barack Obama. 
Le candidat vainqueur de ce scrutin dans tout le pays sera également Obama qui débutera un second mandat à la présidence des États-Unis le 20 janvier 2013.